# Милорад Недељковић
Милорад Недељковић (Књажевац, 21. новембар/3. децембар 1883 — Француска, 1961) био је универзитетски професор економије и министар народне привреде у Недићевој влади.

## Биографија
Рођен је 1883. године у Књажевцу у чиновничкој породици од оца Милана и мајке Маре, рођене Стојковић. У Београду је завршио основну школу, гимназију и Правни факултет Велике школе. Постао је 1907. први доктор економских наука и уопште први доктор наука на београдском универзитету. Студије је наставио на универзитетима у Бечу, Минхену, Лондону и Паризу.
Био је директор Српске централне банке у Сарајеву, генерални инспектор Министарства финансија, затим директор Поштанске штедионице. Био је професор народне економије и финансија на Правном факултету у Суботици.
Учествовао је у Априлском рату 1941. и био заробљен. По повратку из заробљеништав укључио се у Недићеву Владу као министар народне привреде.
Оженио се глумицом Десанком Дугалић 1931. године и са њом имао сина Божидара-Бошка (1933).
Био је у емиграцији после Другог светског рата. Умро је у Француској 1961. године.
Оставио је обимно дело из економије, посебно се истиче „Наука о финансијама“ из 1923. године. Важнија дела су:
- 1907. Заштита сеоског поседа
- 1909. Историја српских државних дугова, 306 страна.  51003399
- 1921. Основи политичке економије, 595 страна.  13087239
- 1923. Наука о финансијама, 307 страна.  13008647
- 1923. Економско-финансијска студија о држави - теорија чинилаца производње, теорија пореза, 50 страна.  13010183
- 1929. Наш валутни проблем
- 1933. Економски и правни проблем улога на штедњу, 71 страна.  80716039
- 1933. Поглед на данашњу кризу и њено решење, 80 страна  44804615